# Island Gardens (DLR)
Pour le parc public, voir Island Gardens.
Island Gardens (en anglais : Island Gardens DLR Station), est une station de la branche sud de la ligne de métro léger automatique Docklands Light Railway (DLR), en zone 2 Travelcard. Elle donne sur la Manchester Road, près de l'Island Gardens sur l'Isle of Dogs, dans le borough londonien de Tower Hamlets sur le territoire du Grand Londres.

## Situation sur le réseau

Plan de la ligne du métro léger DLR.

Située en surface, Island Gardens est une station de la branche sud de la ligne de métro léger Docklands Light Railway. Elle est établie entre les stations Mudchute, au nord, et Cutty Sark, en direction du terminus sud Lewisham,. Elle est en zone 2 Travelcard.
La station dispose de deux voies encadrées par deux quais latéraux.

## Services aux voyageurs

### Accès et accueil
Donnant sur la Manchester Road, la station est accessible aux personnes à la mobilité réduite.

### Desserte
Island Gardens est desservie par les rames des relations Stratford -  Lewisham aux heures de pointe, et Bank - Lewisham,.

Installations et desserte
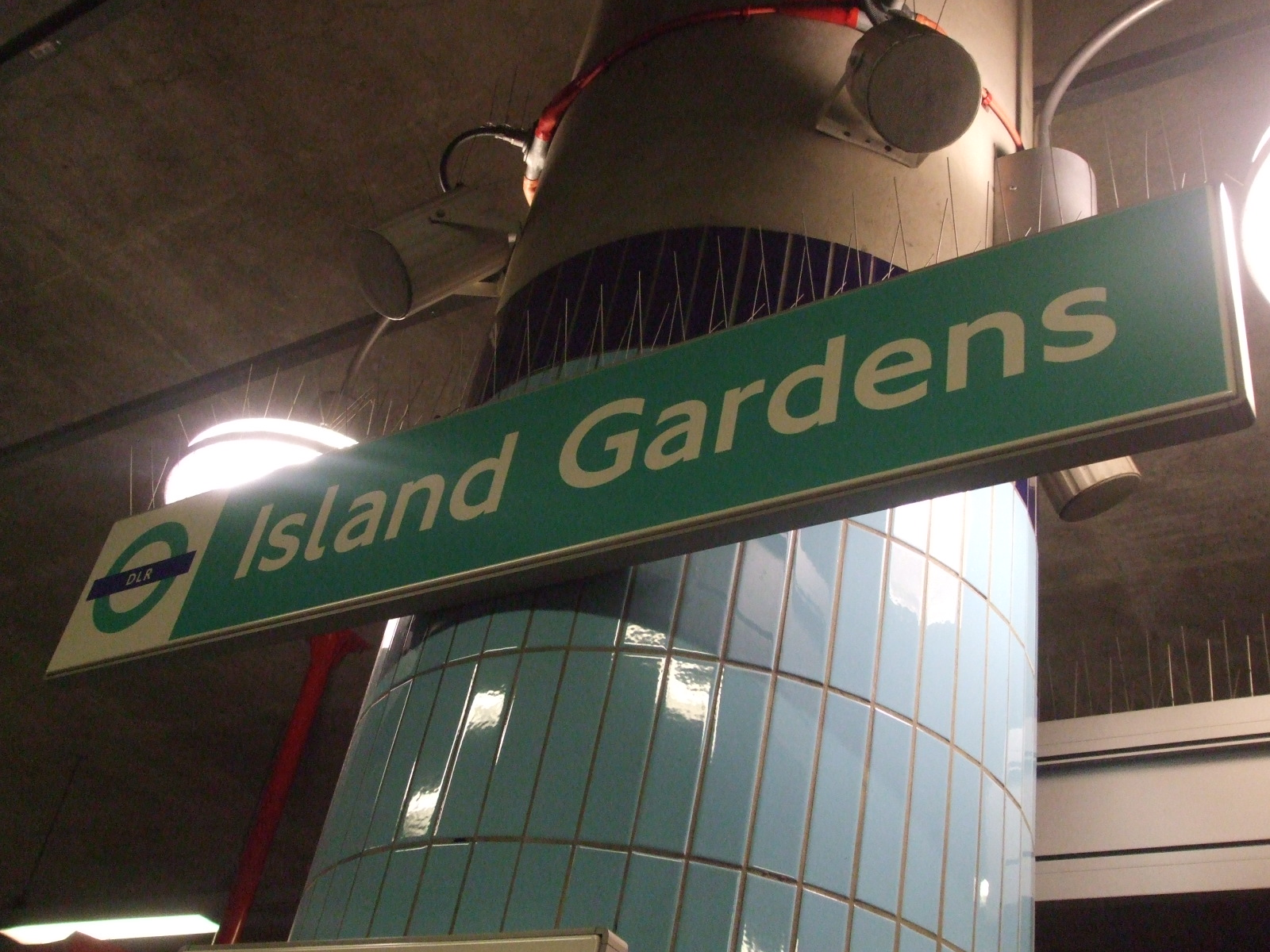
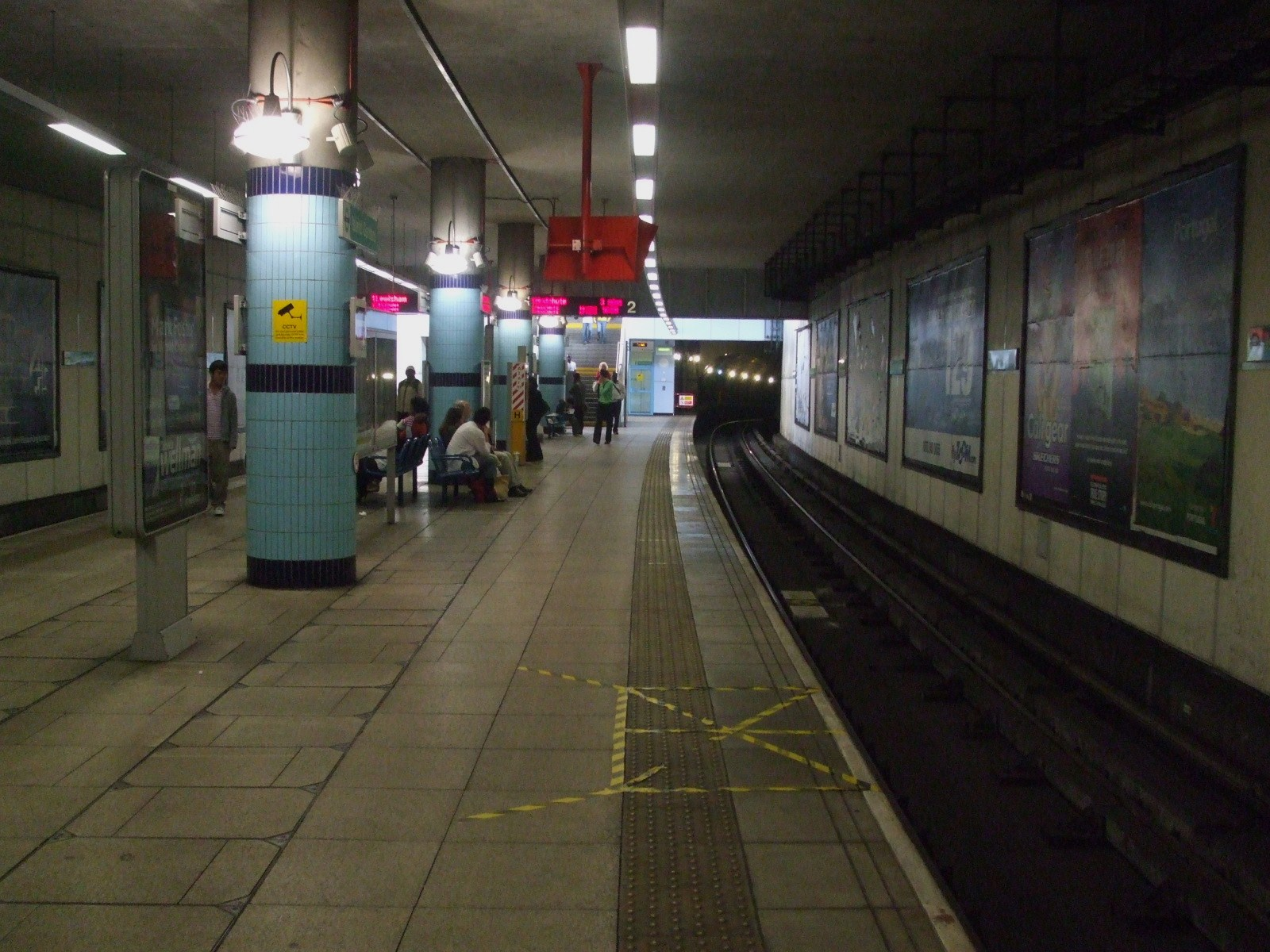
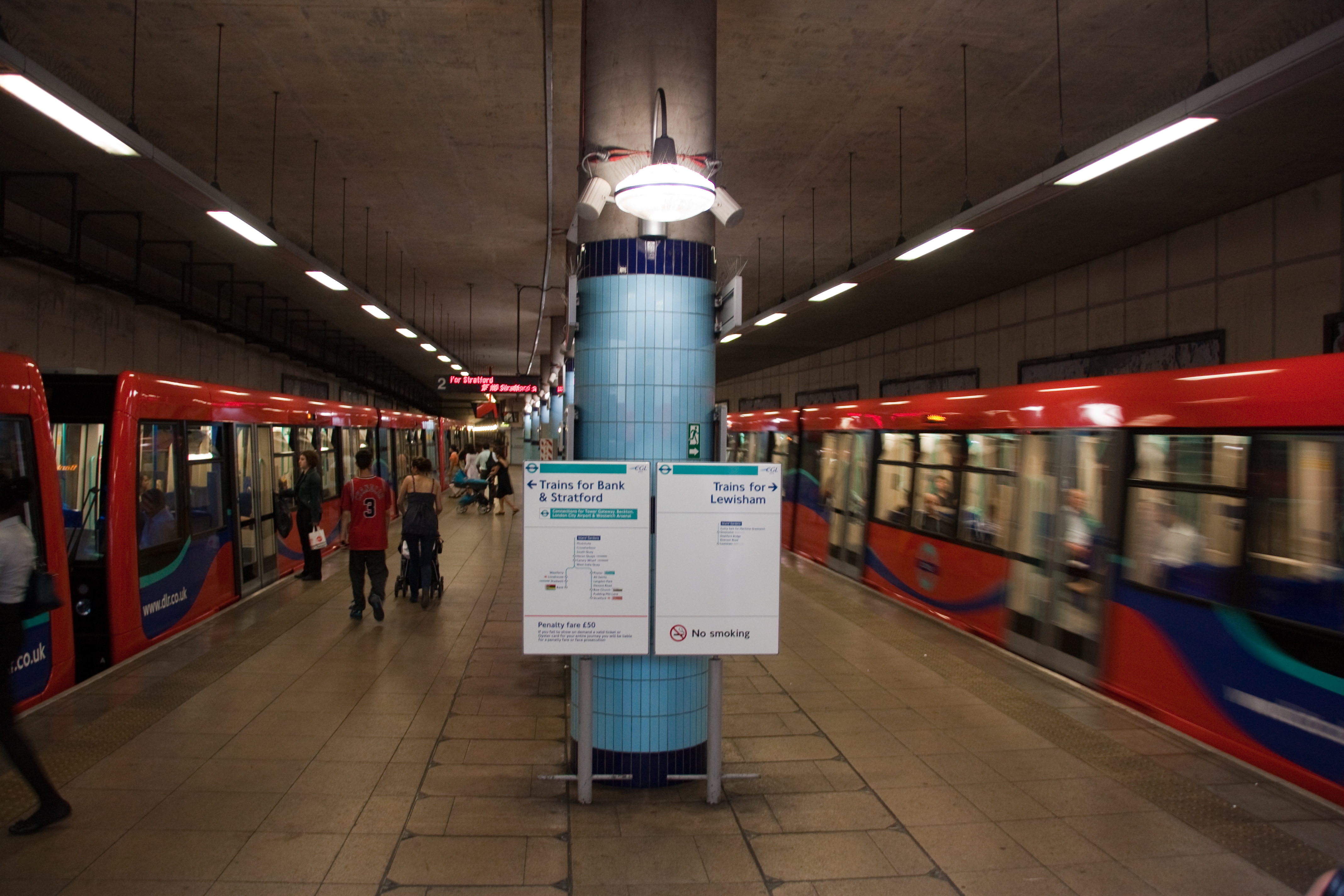

### Intermodalité
La station est desservie par les Autobus de Londres des lignes : 135, D7 et N550.

## À proximité
- Isle of Dogs
- tunnel piéton de Greenwich